# Comment tuer un juge
Pour plus de détails, voir Fiche technique et Distribution.
Comment tuer un juge (Perché si uccide un magistrato) est un film italien réalisé par Damiano Damiani sorti en 1975.

## Synopsis
Le cinéaste Giacomo Solaris célèbre son dernier succès : un thriller politique qui raconte la mort d'un juge trop proche de la mafia. Scandalisé, un authentique magistrat, originaire de Sicile, exige la saisie du film. Il meurt peu après, dans les mêmes circonstances que le personnage du film de Giacomo Solaris. Peu à peu, ses amis meurent un à un. Solaris décide d'enquêter sur lui-même sur ces morts en série et comprend qu'un complot est fomenté contre lui. 

## Fiche technique
- Titre français : Comment tuer un juge[1]
- Titre original : Perché si uccide un magistrato[2]
- Réalisation : Damiano Damiani
- Scénario : Damiano Damiani, Enrico Ribulsi, Fulvio Gicca Palli
- Photographie : Mario Vulpiani
- Montage : Antonio Siciliano (it)
- Musique : Riz Ortolani
- Production : Mario Cecchi Gori
- Sociétés de production : Capital, Rizzoli Film
- Pays de production :  Italie
- Langue de tournage : italien
- Format : Couleurs (Eastmancolor) - 1,66:1 - Son mono - 35 mm
- Genre : Poliziottesco
- Durée : 110 minutes[2]
- Date de sortie : 
  - Italie : 5 février 1975
  - France : 5 octobre 1977[1]

## Distribution
- Franco Nero : Giacomo Solaris
- Françoise Fabian : Antonia Traini
- Marco Guglielmi : Mari d'Antonia
- Mico Cundari : Directeur
- Renzo Palmer : Terrasisi
- Ennio Balbo
- Giancarlo Badessi
- Pierluigi Aprà
- Luciano Catenacci : Meloria
- Eva Czemerys : Sabina
- Tano Cimarosa
- Claudio Gora
- Elio Zamuto
- Damiano Damiani
- Giorgio Cerioni : Valgardeni